# Чемпионат СССР по самбо 1967
21-й чемпионат СССР по самбо проходил в Минске со 2 по 3 декабря 1967 года. В соревнованиях участвовало 95 человек.

## Медалисты
| Весовая категория           | Золото                                  | Серебро                                           | Бронза                                        |
| --------------------------- | --------------------------------------- | ------------------------------------------------- | --------------------------------------------- |
| Наилегчайший вес (до 58 кг) | В. Бондаренко «Даугава» (Рига)          | Лаврентий Кациашвили «Колмеурне» (Грузинская ССР) | Борис Корнюшин Советская Армия (Москва)       |
| Легчайший вес (до 62 кг)    | Николай Новиков (Москва)                | Николай Козицкий Советская Армия (Киев)           | А. Мцариашвили Советская Армия (Тбилиси)      |
| Полулёгкий вес (до 66 кг)   | Олег Степанов Советская Армия (Москва)  | Алексей Илюшин Советская Армия (Москва)           | Владимир Соколов Москва                       |
| Лёгкий вес (до 70 кг)       | Давид Рудман «Динамо» (Москва)          | Константин Басс Советская Армия (Кишинёв)         | Валерий Наталенко Советская Армия (Ленинград) |
| Полусредний вес (до 75 кг)  | Вахтанг Борчашвили «Буревестник» (Гори) | Анатолий Столбов «Динамо» (Свердловск)            | Анатолий Икаев Советская Армия (Минск)        |
| Средний вес (до 80 кг)      | Георгий Котик «Динамо» (Кишинёв)        | Анатолий Бондаренко Советская Армия (Киев)        | В. Токмаков «Динамо» (Рига)                   |
| Полутяжёлый вес (до 87 кг)  | Анатолий Юдин «Буревестник» (Москва)    | Г. Кахабришвили Советская Армия (Тбилиси)         | Валерий Кардаполов «Буревестник» (Пермь)      |
| Тяжёлый вес (свыше 87 кг)   | Валентин Гуцу «Динамо» (Кишинёв)        | Игорь Андроников «Динамо» (Ленинград)             | Владимир Саунин Советская Армия (Киев)        |